# Billete de cien mil dólares

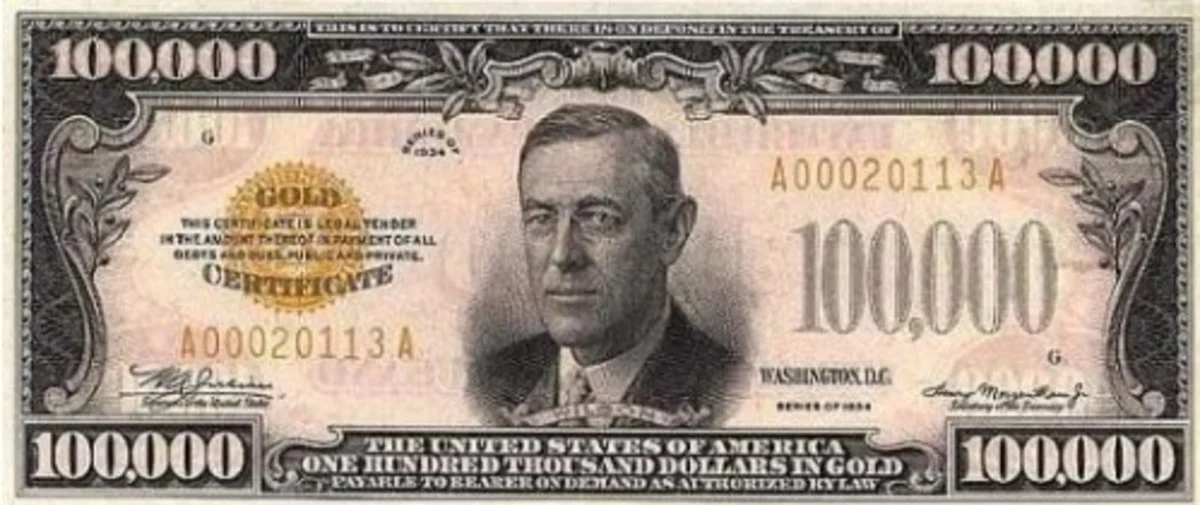
[https://agrolink.com.ar/increible-el-billete-de-cien-mil-dolares-existe/actualidad/ Frente del billete de 100.000 Dólares

El billete de cien mil dólares fue creado en 1934 por los Estados Unidos de América, para uso exclusivo de los bancos del país, así como para su Reserva federal. Se crearon unos Diez Millones, de los cuales, en el 2009, unos veinticinco mil estaban bajo el poder de la Reserva. El billete lleva impresa la imagen de Woodrow Wilson y solo se utilizó para transacciones internas entre los Bancos de Reserva Federal. Los billetes ocuparon el duodécimo y último lugar en denominaciones de billetes de dólares.